# Nike Air Max

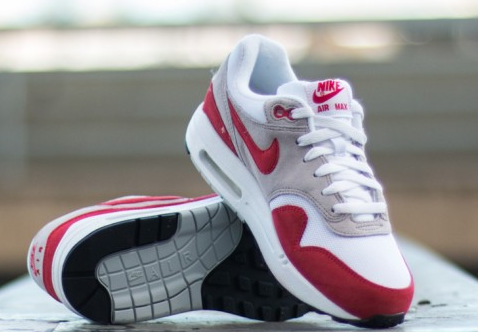
De Air Max 1, de eerste Air Max uit 1987.

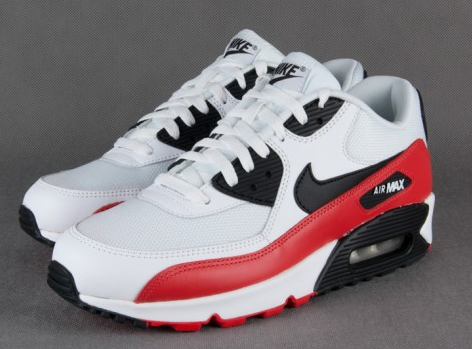
De Air Max 90, uit 1990.

De Nike Air Max is een reeks sportschoenen gemaakt door de fabrikant van sportartikelen Nike.
Lucht- en ruimtevaartingenieur Marion Franklin Rudy legde de basis voor Nike Air-technologie. Na een carrièreswitch in de jaren zestig begon Rudy creatieve oplossingen te ontwikkelen voor andere industrieën. Rudy liet het idee om luchtkussens in schoenen te gebruiken niet los. Nadat hij zijn idee zonder succes aan 23 schoenenfabrikanten had gepresenteerd, vond hij eindelijk een open oor van Nike mede-oprichter Phil Knight. Na een testrun was Knight snel overtuigd en besloot hij het idee over te nemen. De Nike Air-serie was eindelijk geboren.
De Air Max 1 werd voor het eerst uitgebracht op 26 maart 1987. De schoen is voor het eerst ontworpen door Tinker Hatfield, die in 1985 actief was op het gebied van design en ook de Nike Jordans ontwierp met vergelijkbare eigenschappen. De inspiratie om de binnenkant van de zool zichtbaar te maken kreeg de schoenontwerper vanuit het Parijse kunstmuseum Georges Pompidou, met de talrijke ramen die de binnenkant van het gebouw zichtbaar maken. Terwijl hij naar het gebouw keek, kwam Hatfield op het idee om de sneaker-technologie uit te breiden. Voor het eerst is de binnenkant van de zool zichtbaar.
In de jaren negentig moesten er nog enkele serieuze wijzigingen worden aangebracht aan de Nike Air Max. Na vele andere Air Max-modellen presenteerde de ontwerper Christian Tresser in 1997 de Air Max 97. De schoen was het eerste model waarbij het luchtkussen zich over de gehele lengte van de voet uitstrekte. Volgens de fabrikant doet het stijlbepalende ontwerp van de schoen denken aan een hogesnelheidstrein.
Als opvolger van de Air Stab, die voor het eerst werd voorzien van een Air Pad, bereikte de eerste Air Max al snel een cultstatus, vooral in de hiphopscene. In de gabberscene kregen schoenen een nog grotere status. Deze populariteit is nog niet veranderd. Air Max wordt niet alleen al heel lang in de sport gebruikt, maar heeft zich ook ontwikkeld tot een modieuze trendschoen in het hogere prijssegment. De verschillende toepassingen lieten zich vooral opvallen door de verschillende ontwikkelingen. Er kwam een Air Max op de markt die speciaal was ontworpen om te hardlopen en een die was ontworpen om gemakkelijk in het openbaar te worden gedragen. In november 2014 presenteerde Nike de Air Max 2015 met dynamische mesh en volwaardige Max-ophanging.